# Kenia (komiks)
Kenia (tytuł oryg. Kenya) – francuska seria komiksowa z gatunku science fiction, autorstwa Luiza Eduarda de Oliveiry, tworzącego pod pseudonimem Leo (scenariusz i rysunki), i Rodolphe’a Daniela Jacquette’a, tworzącego pod pseudonimem Rodolphe (scenariusz i dialogi). Została opublikowana w pięciu tomach w latach 2001–2009 przez wydawnictwo Dargaud. W Polsce seria ukazała się nakładem wydawnictwa Egmont Polska w jednym albumie zbiorczym w 2018.
Kontynuacjami Kenii są serie komiksowe Namibia (5 tomów, 2010–2015) i Amazonie (3 tomy, od 2016).

## Fabuła
W 1947 roku Kenii dochodzi do tajemniczych wydarzeń: pojawiają się niezidentyfikowane obiekty latające, nieznane gigantyczne zwierzęta, a w czasie safari znika grupa turystów. Kathy Austin, nowa lokalna nauczycielka historii, a w rzeczywistości agentka MI6, organizuje wyprawę do dżungli, by rozwikłać zagadkę zaginięcia. W zespole poszukiwawczym są jednak szpiedzy innych mocarstw.

## Tomy
| Tom | Tytuł i rok wydania polskiego | Tytuł i rok wydania oryginalnego |
| --- | ----------------------------- | -------------------------------- |
| 1   | Zjawy (2018)                  | Apparition (2001)                |
| 2   | Spotkania (2018)              | Rencontres (2003)                |
| 3   | Odchylenia (2018)             | Aberrations (2004)               |
| 4   | Interwencje (2018)            | Interventions (2006)             |
| 5   | Iluzje (2018)                 | Illusions (2009)                 |